# Lětopis
Lětopis, полное наименование — Lětopis — Časopis za rěč, stawizny a kulturu Łužiskich Serbow (Летопись — Журнал языка, истории и культуры лужицких сербов) — научный лужицкий журнал, издаваемый в Германии. Научное издание и печатный орган Сербского института. Печатается в издательстве «Домовина».

## История
Историческим предшественником издания считается общественно-культурный и литературный журнал «Časopis Maćicy Serbskeje», который издавало с 1848 года по 1937 год лужицкое общество Матица сербская. Первый номер современного журнала вышел в 1952 году.
Статьи в журнале в большей своей части публикуются на верхнелужицком, нижнелужицком и немецком языках. Иногда печатаются статьи на русском, польском и чешском языках.
Во времена ГДР журнал ежегодно издавал 4 отдельных тома с определённым содержанием, которые классифицировались литерами A, B, C и D. Том A содержал статьи на тему лужицкого языкознания. В томе B публиковались статьи по истории лужичан, их политической и общественной жизни и их отношениям с немецким населением. Том С посвящался лужицкому народоведению и в томе D публиковались, статьи посвящённые лужицкой культуре, этнографии и фольклору.